# Rosenow (Mecklembourg)
Rosenow est une petite ville de l'arrondissement du Plateau des lacs mecklembourgeois dans le nord de l'Allemagne qui appartient au canton (Amt) de Stavenhagen. 

## Municipalité
Le territoire de la commune, outre la bourgade de Rosenow, comprend les villages et hameaux de Schwandt, Tarnow, Luplow, Voßfeld et Karlshof.

## Églises
- Église de Rosenow (1849-1851)
- Église octogonale à colombages de Tarnow du XIIIe siècle
- Église de Schwandt du XVIIIe siècle
- Église de Luplow

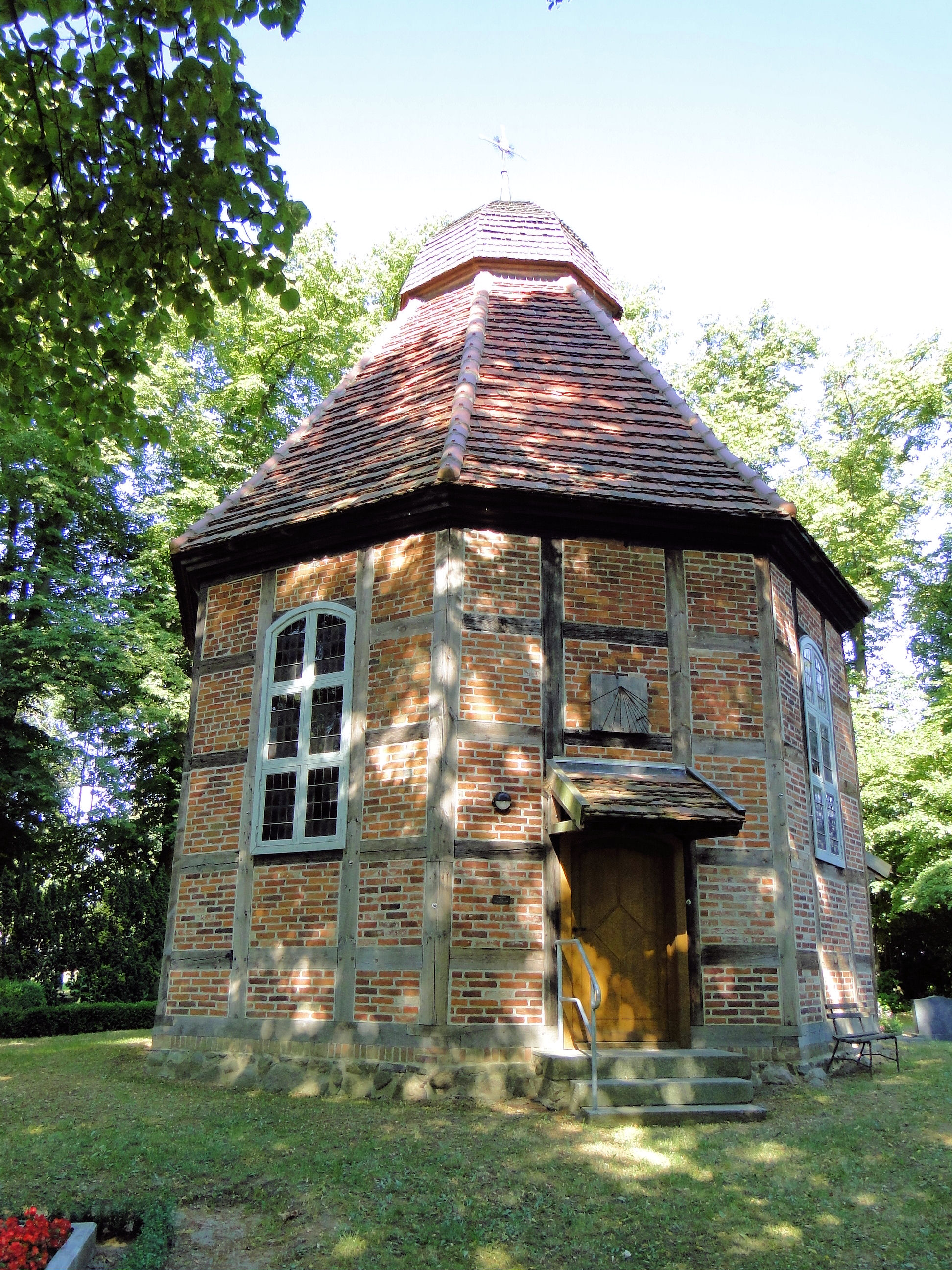
Vue de l'église de Tarnow
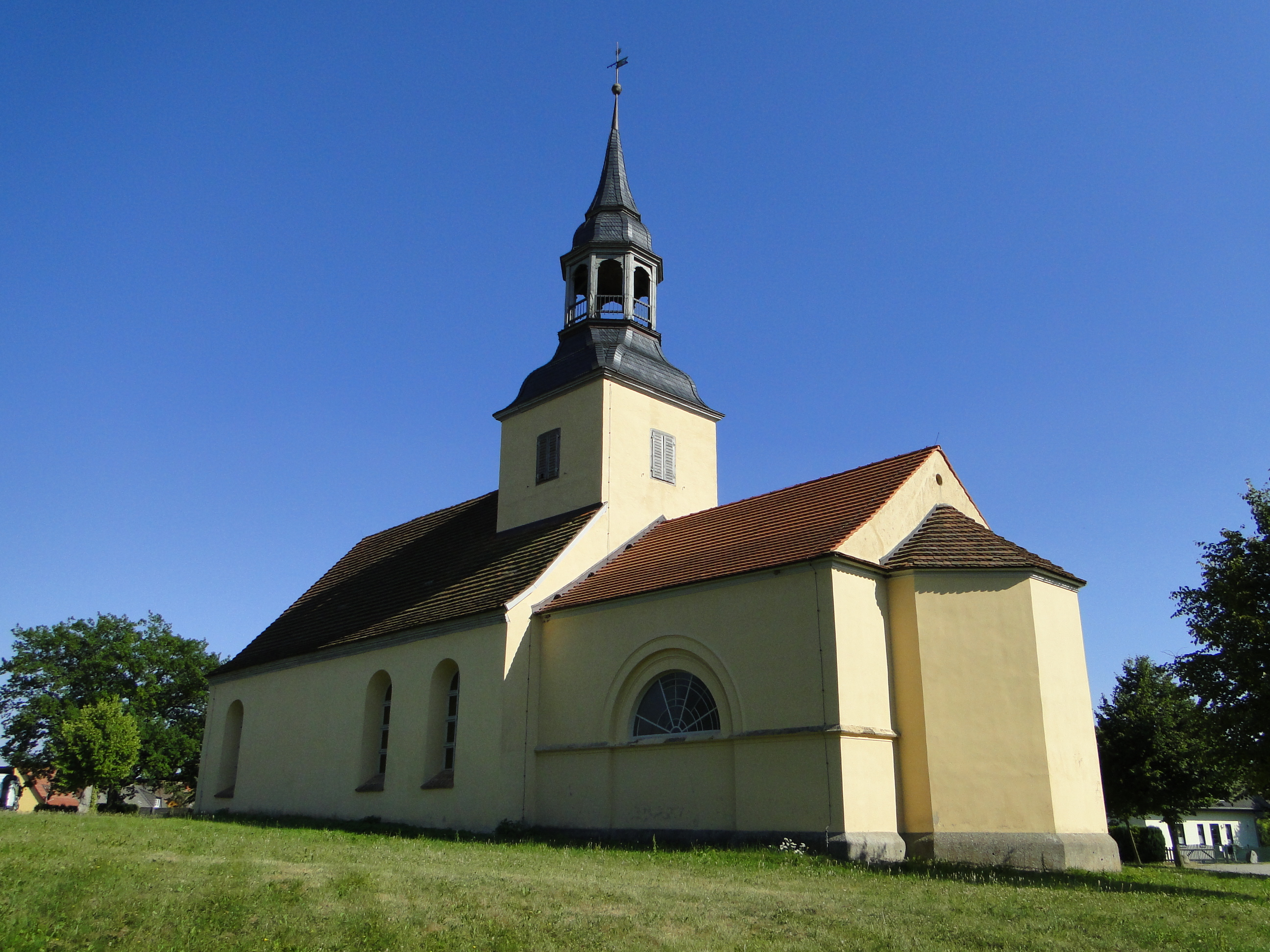
Vue de l'église de Schwandt
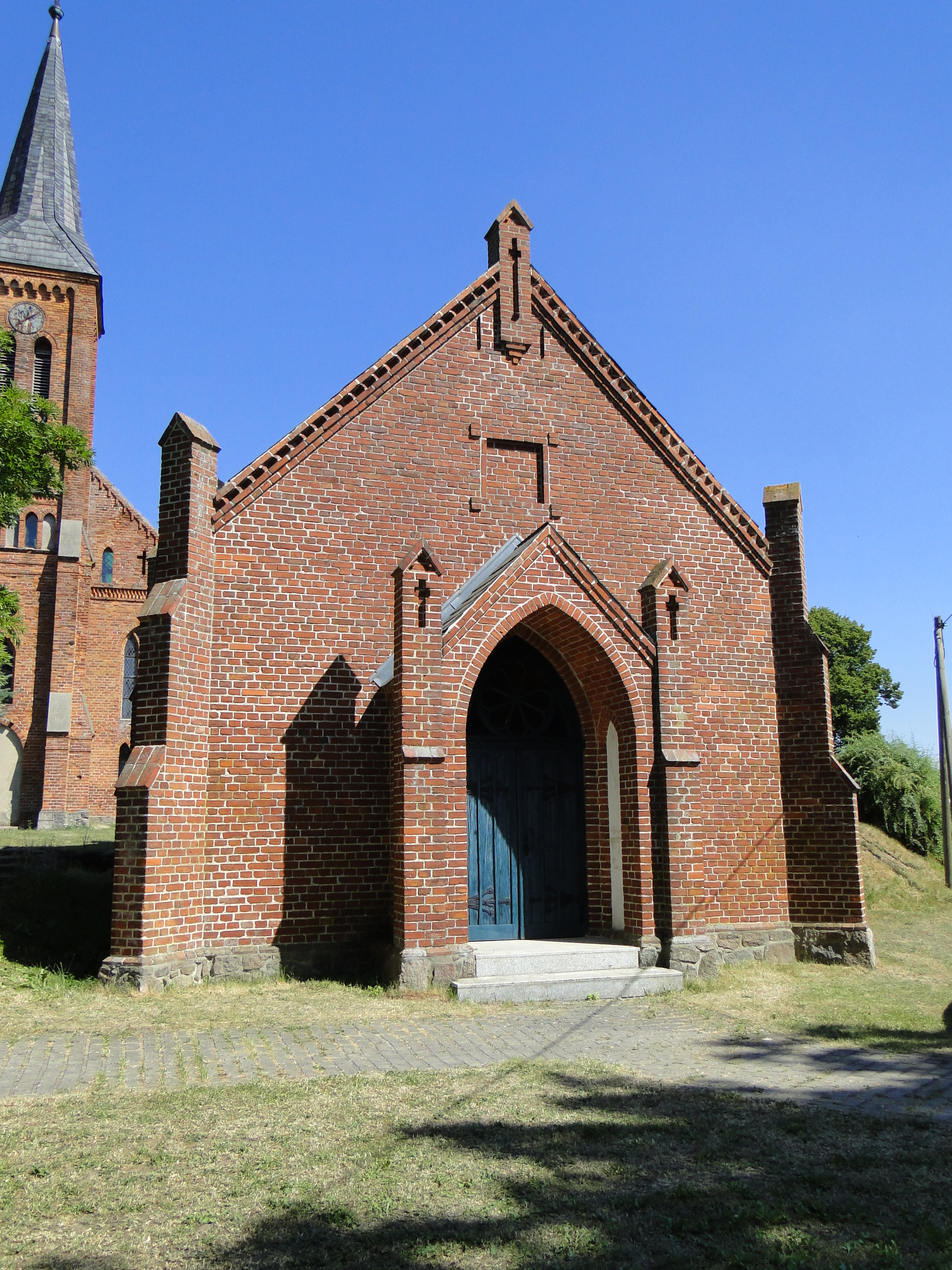
Chapelle devant l'église de Rosenow
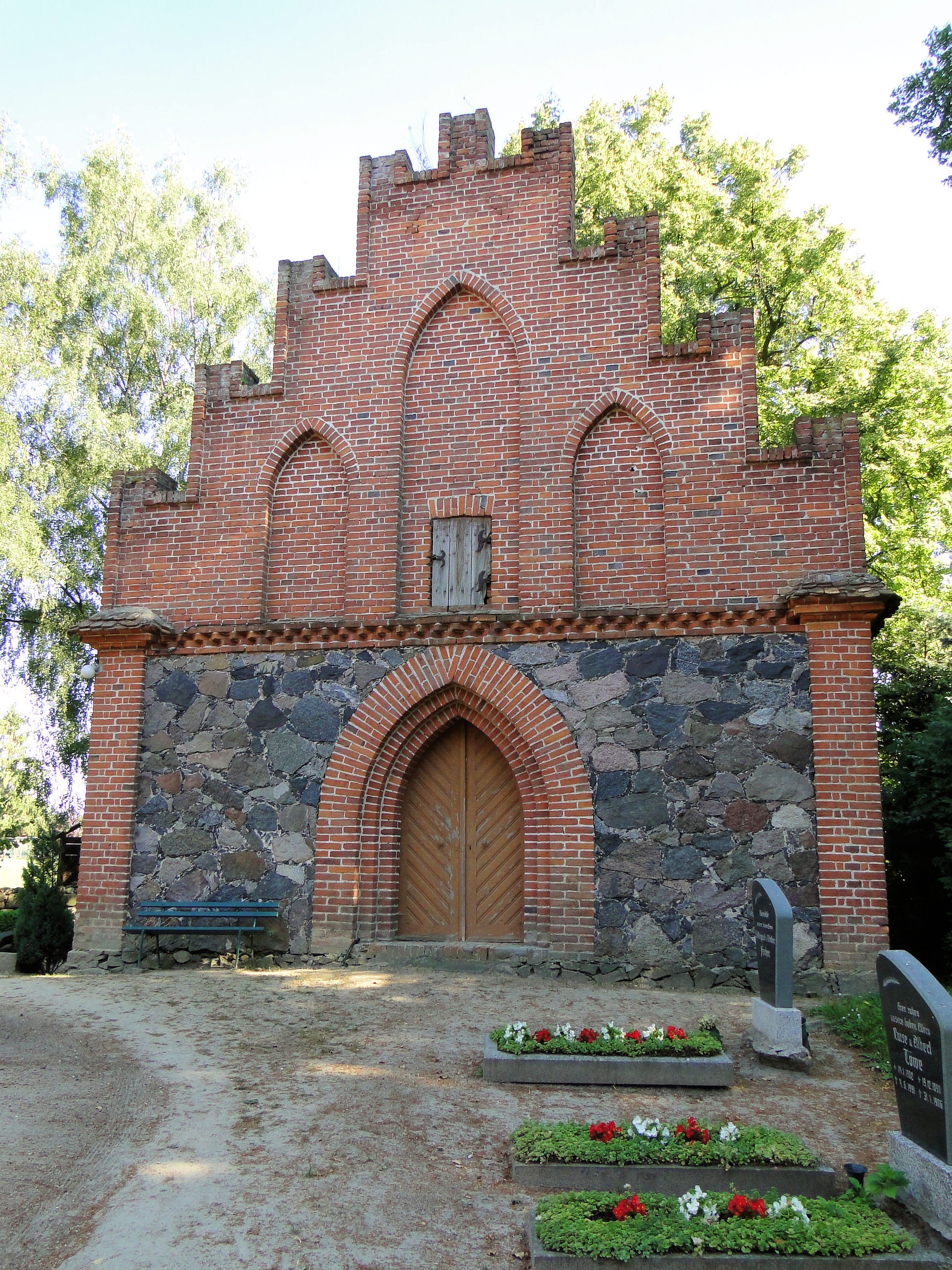
Entrée de l'église de Luplow
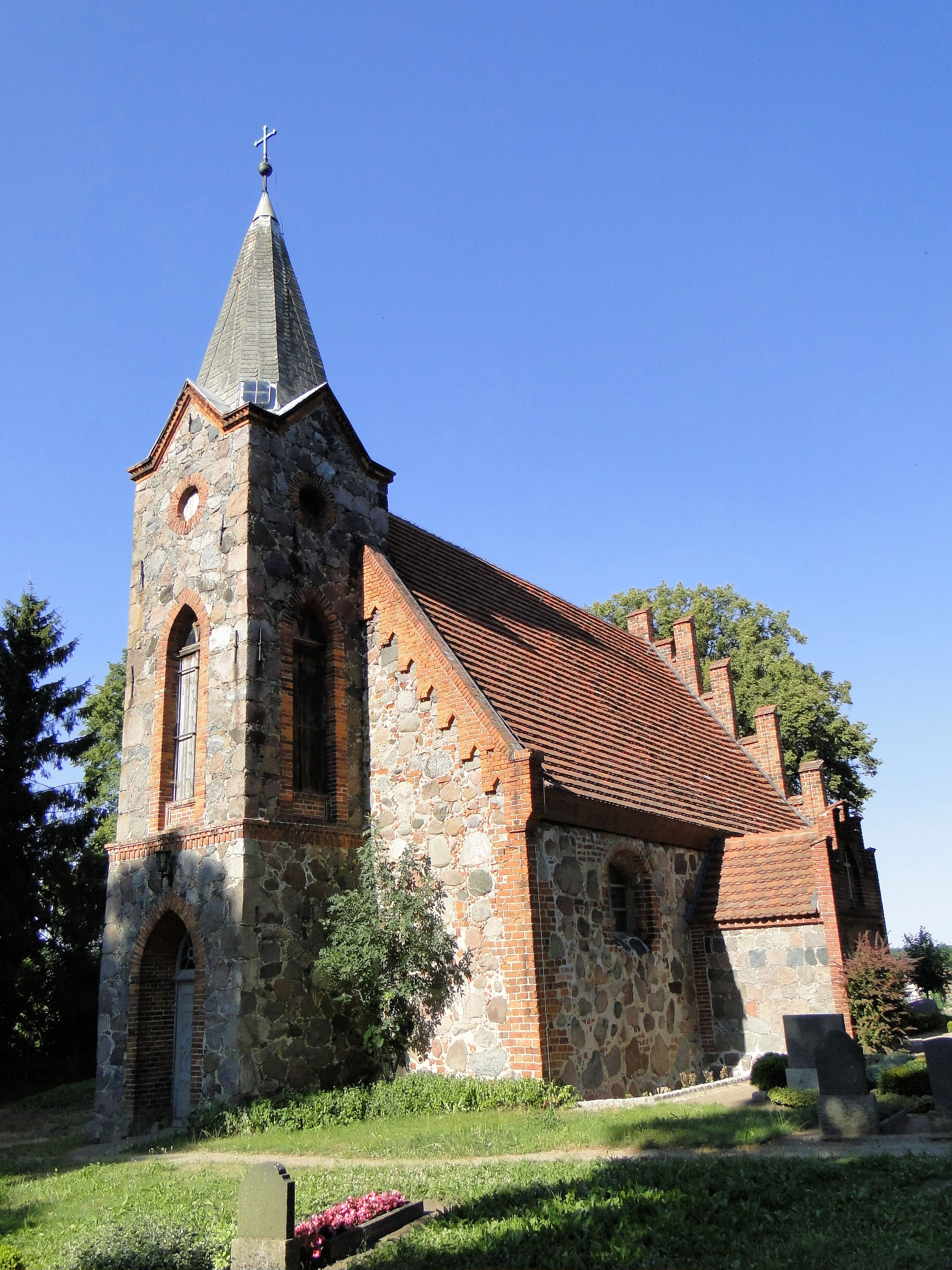
Clocher de l'église de Luplow
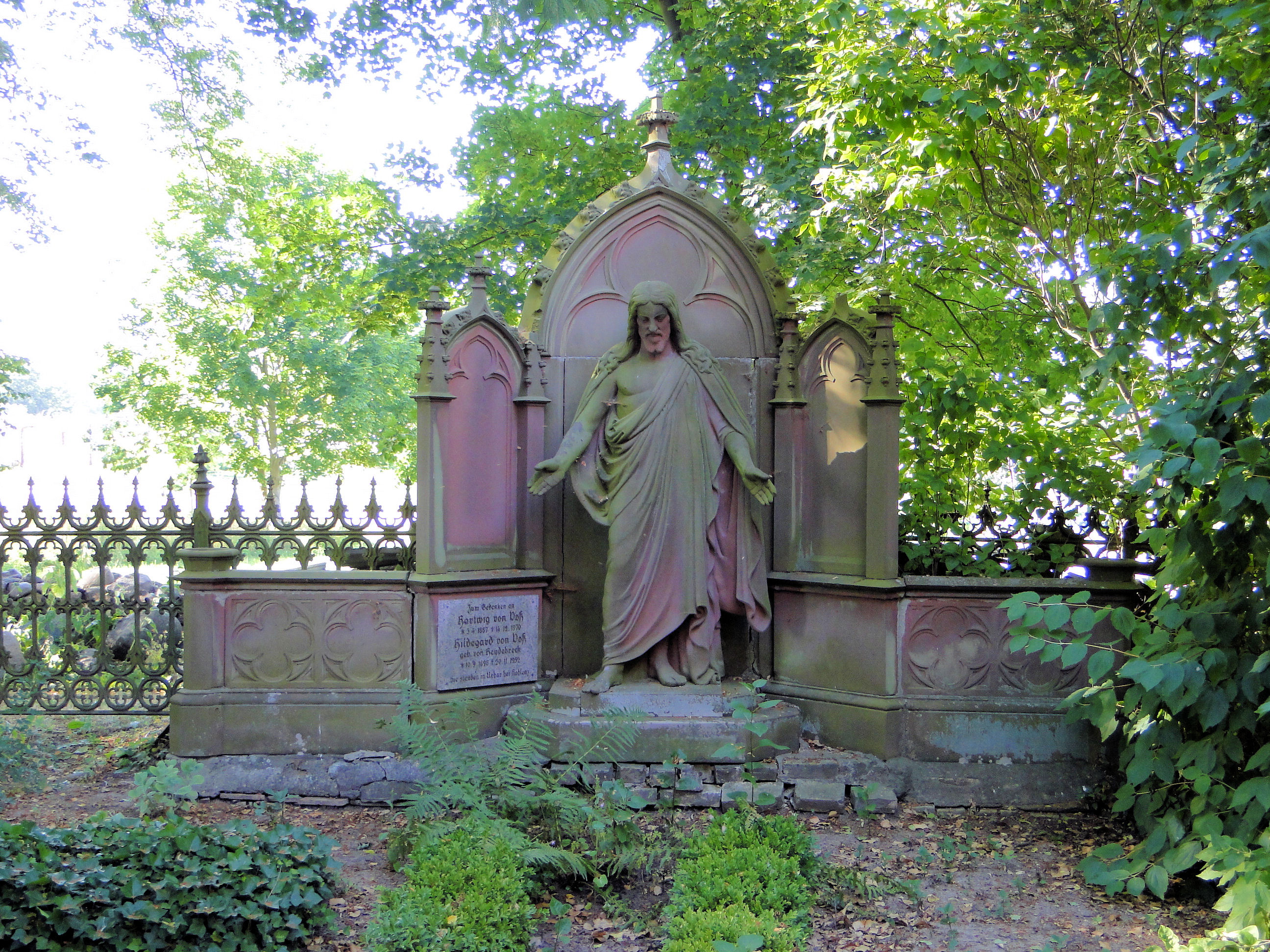
Sépulture Voss au cimetière de Luplow

## Architecture
- Manoir de Luplow
- Manoir de Schwandt